# Карбунари (Јаши)
Карбунари (рум. Cărbunari) насеље је у Румунији у округу Јаши у општини Граждури. Oпштина се налази на надморској висини од 345 m.

## Становништво
Према подацима из 2002. године у насељу је живело 384 становника, од којих су сви румунске националности.